# Георги Кехайов (революционер)
Вижте пояснителната страница за други личности с името Георги Кехайов.
Георги Димитров Кехайов е български одрински революционер, деец на Вътрешната македоно-одринска революционна организация.

## Биография
Боруджиев е роден в град Бунархисар, тогава в Османската империя. Брат е на Константин Кехайов, също деец на ВМОРО. В 1899 година учителят Христо Настев основава в Бунархисар комитет на ВМОРО, в който влизат Костадин Боруджиев и Георги Кехайов.